# Saison 2 de RuPaul's Drag Race UK
La deuxième saison de RuPaul's Drag Race UK est diffusée pour la première fois du 14 janvier 2021 au 18 mars 2021 sur BBC Three au Royaume-Uni et sur WOW Presents Plus à l'international.
Le 7 novembre 2019, l'émission est renouvelée pour sa deuxième saison. Le casting est composé de douze candidates et est dévoilé le 16 décembre 2020 sur les réseaux sociaux.
La gagnante de l'émission reçoit un voyage à Hollywood et les droits d'une série originale produite par World of Wonder.
La gagnante de la saison est Lawrence Chaney, avec Bimini Bon Boulash et Tayce comme secondes.
Le 23 septembre 2022, le décès de Cherry Valentine le 18 septembre est annoncé par ses proches. La cause de sa mort est tenue confidentielle jusqu'en février 2023, où l'enquête d'un coroner conclut qu'il s'agit d'un suicide.

## Candidates
(Les noms et âges donnés sont ceux annoncés au moment de la compétition.)
| Candidate          | Âge | Résidence                  | Classement |
| ------------------ | --- | -------------------------- | ---------- |
| Lawrence Chaney    | 23  | Glasgow                    | Gagnante   |
| Bimini Bon Boulash | 26  | Great Yarmouth, Norfolk    | Secondes   |
| Tayce              | 25  | Newport, Gwent             | Secondes   |
| Ellie Diamond      | 21  | Dundee                     | 4e place   |
| A'Whora            | 23  | Worksop, Nottinghamshire   | 5e place   |
| Sister Sister      | 31  | Liverpool, Merseyside      | 6e place   |
| Tia Kofi           | 30  | Londres, Grand Londres     | 7e place   |
| Joe Black          | 30  | Brighton, Sussex de l'Est  | 8e place   |
| Veronica Green     | 34  | Rochdale, Grand Manchester | 9e place   |
| Ginny Lemon        | 31  | Worcester, Worcestershire  | 10e place  |
| Asttina Mandella   | 27  | Londres, Grand Londres     | 11e place  |
| Cherry Valentine   | 26  | Darlington, Durham         | 12e place  |

## Progression des candidates
|                    | Épisode | Épisode | Épisode | Épisode | Épisode | Épisode | Épisode | Épisode | Épisode | Épisode  |
| 1                  | 2       | 3       | 4       | 5       | 6       | 7       | 8       | 9       | 10      |          |
| ------------------ | ------- | ------- | ------- | ------- | ------- | ------- | ------- | ------- | ------- | -------- |
| Lawrence Chaney    | HIGH    | LOW     | WIN     | WIN     | WIN     | BTM2    | LOW     | HIGH    | HIGH    | GAGNANTE |
| Bimini Bon Boulash | BTM2    | SAFE    | HIGH    | HIGH    | WIN     | WIN     | SAFE    | WIN     | WIN     | SECONDE  |
| Tayce              | SAFE    | BTM2    | SAFE    | SAFE    | WIN     | HIGH    | BTM2    | BTM2    | BTM2    | SECONDE  |
| Ellie Diamond      | HIGH    | HIGH    | SAFE    | SAFE    | SAFE    | SAFE    | HIGH    | LOW     | BTM2    | ÉLIMINÉE |
| A'Whora            | SAFE    | SAFE    | HIGH    | HIGH    | WIN     | LOW     | WIN     | ELIM    |         | INVITÉE  |
| Sister Sister      | LOW     | SAFE    | HIGH    | BTM2    | LOW     | SAFE    | ELIM    |         |         | INVITÉE  |
| Tia Kofi           | SAFE    | HIGH    | BTM2    | SAFE    | BTM2    | ELIM    |         |         |         | INVITÉE  |
| Joe Black          | ELIM    |         |         |         | ELIM    |         |         |         |         | INVITÉE  |
| Veronica Green     | SAFE    | WIN     | HIGH    | LOW     | OUT     |         |         |         |         | INVITÉE  |
| Ginny Lemon        | SAFE    | SAFE    | LOW     | QUIT    |         |         |         |         |         | INVITÉE  |
| Asttina Mandella   | WIN     | SAFE    | ELIM    |         | OUT     |         |         |         |         | INVITÉE  |
| Cherry Valentine   | SAFE    | ELIM    |         |         | OUT     |         |         |         |         | INVITÉE  |

 La candidate a remporté la saison.
 La candidate a fini seconde.
 La candidate a été éliminée lors de la finale.
 La candidate a gagné le défi.
 La candidate a reçu des critiques positives et a été déclarée sauve.
 La candidate a été déclarée sauve.
 La candidate a reçu des critiques négatives et a été déclarée sauve.
 La candidate a été en danger d'élimination.
 La candidate a été éliminée.
 La candidate a regagné la compétition et a été éliminée.
 La candidate n'a pas regagné la compétition.
 La candidate a été retirée de la compétition pour des raisons médicales.
 La candidate a abandonné la compétition.

## Lip-syncs
| Épisode | Candidate                                        | vs.                                              | Candidate                                        | Chanson                           | Artiste                   | Candidate éliminée |
| ------- | ------------------------------------------------ | ------------------------------------------------ | ------------------------------------------------ | --------------------------------- | ------------------------- | ------------------ |
| 1       | Bimini Bon Boulash                               | vs.                                              | Joe Black                                        | Relax                             | Frankie Goes to Hollywood | Joe Black          |
| 2       | Cherry Valentine                                 | vs.                                              | Tayce                                            | Memory                            | Elaine Paige              | Cherry Valentine   |
| 3       | Asttina Mandella                                 | vs.                                              | Tia Kofi                                         | Don't Start Now                   | Dua Lipa                  | Asttina Mandella   |
| 4       | Ginny Lemon                                      | vs.                                              | Sister Sister                                    | You Keep Me Hangin' On            | Kim Wilde                 | Ginny Lemon        |
| 5       | Joe Black                                        | vs.                                              | Tia Kofi                                         | Don't Leave Me This Way           | The Communards            | Joe Black          |
| 6       | Lawrence Chaney                                  | vs.                                              | Tia Kofi                                         | Touch Me (All Night Long)         | Cathy Dennis              | Tia Kofi           |
| 7       | Sister Sister                                    | vs.                                              | Tayce                                            | Don't Be So Hard on Yourself      | Jess Glynne               | Sister Sister      |
| 8       | A'Whora                                          | vs.                                              | Tayce                                            | You Don't Have to Say You Love Me | Dusty Springfield         | A'Whora            |
| 9       | Ellie Diamond                                    | vs.                                              | Tayce                                            | Last Thing on My Mind             | Steps                     | Aucune             |
| Épisode | Candidate                                        | vs.                                              | Candidate                                        | Chanson                           | Artiste                   | Gagnante           |
| 10      | Bimini Bon Boulash vs. Lawrence Chaney vs. Tayce | Bimini Bon Boulash vs. Lawrence Chaney vs. Tayce | Bimini Bon Boulash vs. Lawrence Chaney vs. Tayce | I'm Still Standing                | Elton John                | Lawrence Chaney    |

 La candidate a été éliminée après sa première fois en danger d'élimination.
 La candidate a été éliminée après sa deuxième fois en danger d'élimination.
 La candidate a été éliminée après sa troisième fois en danger d'élimination.
 La candidate a abandonné la compétition.
 La candidate a remporté le lip-sync et la saison.

## Juges invités
La liste des juges invités de la deuxième saison de RuPaul's Drag Race est dévoilée le 17 décembre 2020. Cités par ordre d'apparition :
- Elizabeth Hurley, actrice anglaise ;
- Sheridan Smith, actrice anglaise ;
- Jourdan Dunn, mannequin anglaise ;
- Lorraine Kelly, présentatrice télévisée écossaise ;
- MNEK, chanteur anglais ;
- Jessie Ware, chanteuse anglaise ;
- Maya Jama, présentatrice télévisée anglaise ;
- Dawn French, actrice et humoriste anglaise.

### Invités spéciaux
Certains invités apparaissent lors des épisodes, mais ne font pas partie du panel de jurés.
Épisode 1
- Kevin McDaid, photographe anglais.

Épisode 2
- Dane Chalfin, coach vocal anglais ;
- Jay Revell, chorégraphe anglais ;
- Kieran Daley Ward, chorégraphe anglais.

Épisode 3
- Jodie Harsh, drag queen anglaise.

Épisode 5
- Ian Masterson, producteur de musique anglaise.

Épisode 6
- Baga Chipz, drag queen anglaise ;
- Gemma Collins, personnalité télévisée anglaise ;
- The Vivienne, drag queen galloise.

Épisode 7
- Raven, drag queen américaine.

Épisode 9
- Natalie Cassidy, actrice anglaise.

## Épisodes
| Candidate                      | A'Whora           | Asttina Mandella | Bimini Bon Boulash         | Cherry Valentine | Ellie Diamond     | Ginny Lemon          | Joe Black         | Lawrence Chaney           | Sister Sister     | Tayce                     | Tia Kofi       | Veronica Green          |
| Icône gay britannique          | Vivienne Westwood | Naomi Campbell   | Princess Julia             | Freddie Mercury  | Lily Savage       | Kate Bush            | David Bowie       | Diana Rigg                | Dusty Springfield | Naomi Campbell            | Alan Turing    | Boy George              |
| Ville d'origine                | Nottingham        | Londres          | Great Yarmouth             | Darlington       | Dundee            | Worcester            | Brighton          | Glasgow                   | Liverpool         | Newport                   | Nottingham     | Rochdale                |
| Référence à la ville d'origine | Robin des Bois    | Streetwear       | Norwich City Football Club | Tour horloge     | Dennis the Menace | Sauce Worcestershire | Brighton Pavilion | Charles Rennie Mackintosh | Femme au foyer    | Drapeau du pays de Galles | Robin des Bois | Rose rouge de Lancastre |

| Couleur   | NOIR    | NOIR  | BLEU             | BLEU               | OR            | OR              | VERT     | VERT           | ROSE        | ROSE          |
| --------- | ------- | ----- | ---------------- | ------------------ | ------------- | --------------- | -------- | -------------- | ----------- | ------------- |
| Candidate | A'Whora | Tayce | Asttina Mandella | Bimini Bon Boulash | Ellie Diamond | Lawrence Chaney | Tia Kofi | Veronica Green | Ginny Lemon | Sister Sister |

| Rôle      | Présentatrices       | Présentatrices                  | Party planners   | Party planners        | Éducatrices        | Éducatrices              | Économisatrices | Économisatrices         | Miss météo           |
| --------- | -------------------- | ------------------------------- | ---------------- | --------------------- | ------------------ | ------------------------ | --------------- | ----------------------- | -------------------- |
| Candidate | Bimini Bon Boulash   | Tayce                           | Sister Sister    | Veronica Green        | Ellie Diamond      | Lawrence Chaney          | A'Whora         | Tia Kofi                | Ginny Lemon          |
| Monstres  | Diable Playboy Bunny | Fiancée de Frankenstein Vampire | Momie Loup-garou | Babe le cochon Méduse | Gobelin Loup-garou | Leatherface Sweeney Todd | Elvira Zombie   | Méduse Prêtresse vaudou | Beetlejuice Sorcière |

| Groupe                                  | The United Kingdolls | The United Kingdolls | The United Kingdolls | The United Kingdolls | Bananadrama   | Bananadrama | Bananadrama   | Bananadrama |
| --------------------------------------- | -------------------- | -------------------- | -------------------- | -------------------- | ------------- | ----------- | ------------- | ----------- |
| Candidate                               | A'Whora              | Bimini Bon Boulash   | Lawrence Chaney      | Tayce                | Ellie Diamond | Joe Black   | Sister Sister | Tia Kofi    |
| Qui devrait réintégrer la compétition ? | Asttina Mandella     | Asttina Mandella     | Joe Black            | Joe Black            | Joe Black     | —           | Joe Black     | Joe Black   |

| Candidate | A'Whora      | Bimini Bon Boulash | Ellie Diamond | Lawrence Chaney  | Sister Sister | Tayce       | Tia Kofi |
| Rôle      | Louie Spence | Katie Price        | Matt Lucas    | Miriam Margolyes | Sally Morgan  | Jane Turner | Mel B    |

| Candidate finaliste     | Bimini Bon Boulash | Ellie Diamond | Lawrence Chaney | Tayce               |
| ----------------------- | ------------------ | ------------- | --------------- | ------------------- |
| Victoire(s)             | 4                  | 0             | 3               | 1                   |
| Épisode(s)              | Épisode 5, 6, 8, 9 | —             | Épisode 3, 4, 5 | Épisode 5           |
| Risque(s) d'élimination | 1                  | 1             | 1               | 4                   |
| Épisode(s)              | Épisode 1          | Épisode 9     | Épisode 6       | Épisodes 2, 7, 8, 9 |